# Diocesi di Barca
La diocesi di Barca (in latino: Dioecesis Barcaea) è una sede soppressa del patriarcato di Alessandria e una sede titolare della Chiesa cattolica.

## Storia
Barca, oggi chiamata al-Marj nell'odierna Libia, è un'antica sede episcopale della provincia romana della Libia Pentapolitana (Cirenaica), sottomessa al patriarcato di Alessandria.
Sono noti tre vescovi di Barca. Zefirio (Zopyros) assistette al primo concilio di Nicea del 325. Zenobio prese parte al concilio di Efeso del 431, mentre Teodoro era presente al brigantaggio di Efeso. Probabilmente la diocesi scomparve quando gli Arabi invasero la regione nel 613.
Dal XX secolo Barca è annoverata tra le sedi vescovili titolari della Chiesa cattolica; dal 21 marzo 2003 la sede è vacante.

## Cronotassi

### Vescovi
- Zefirio † (menzionato nel 325) (vescovo ariano)

- Zenobio † (menzionato nel 431)
- Teodoro † (menzionato nel 449)

### Vescovi titolari
- Paul Peter Rhode † (22 maggio 1908 - 15 luglio 1915 nominato vescovo di Green Bay)
- Adolf Piotr Szelążek † (29 luglio 1918 - 14 dicembre 1925 nominato vescovo di Luc'k)
- Alfred-Odilon Comtois † (26 febbraio 1926 - 24 dicembre 1934 nominato vescovo di Trois-Rivières)
- José Gaspar d'Afonseca e Silva † (23 febbraio 1935 - 29 luglio 1939 nominato arcivescovo di San Paolo)
- Manoel da Silveira d'Elboux † (10 gennaio 1940 - 22 febbraio 1946 nominato vescovo di Ribeirão Preto)
- Rufino Jiao Santos † (25 agosto 1947 - 10 febbraio 1953 nominato arcivescovo di Manila)
- Expedito Eduardo de Oliveira † (1º ottobre 1953 - 25 febbraio 1959 nominato vescovo di Patos)
- Ferdinand Piontek † (23 maggio 1959 - 2 novembre 1963 deceduto)
- Joseph Thomas Daley † (25 novembre 1963 - 19 ottobre 1971 succeduto vescovo di Harrisburg)
- Zekarias Yohannes † (29 gennaio 1981 - 17 luglio 1984 nominato eparca di Asmara)
- Andraos Salama † (1º novembre 1988 - 21 marzo 2003 nominato eparca di Giza)